# BMW G 650 X
La BMW G 650 X è una motocicletta prodotta dalla casa motociclistica tedesca BMW Motorrad dal 2006 al 2009. 

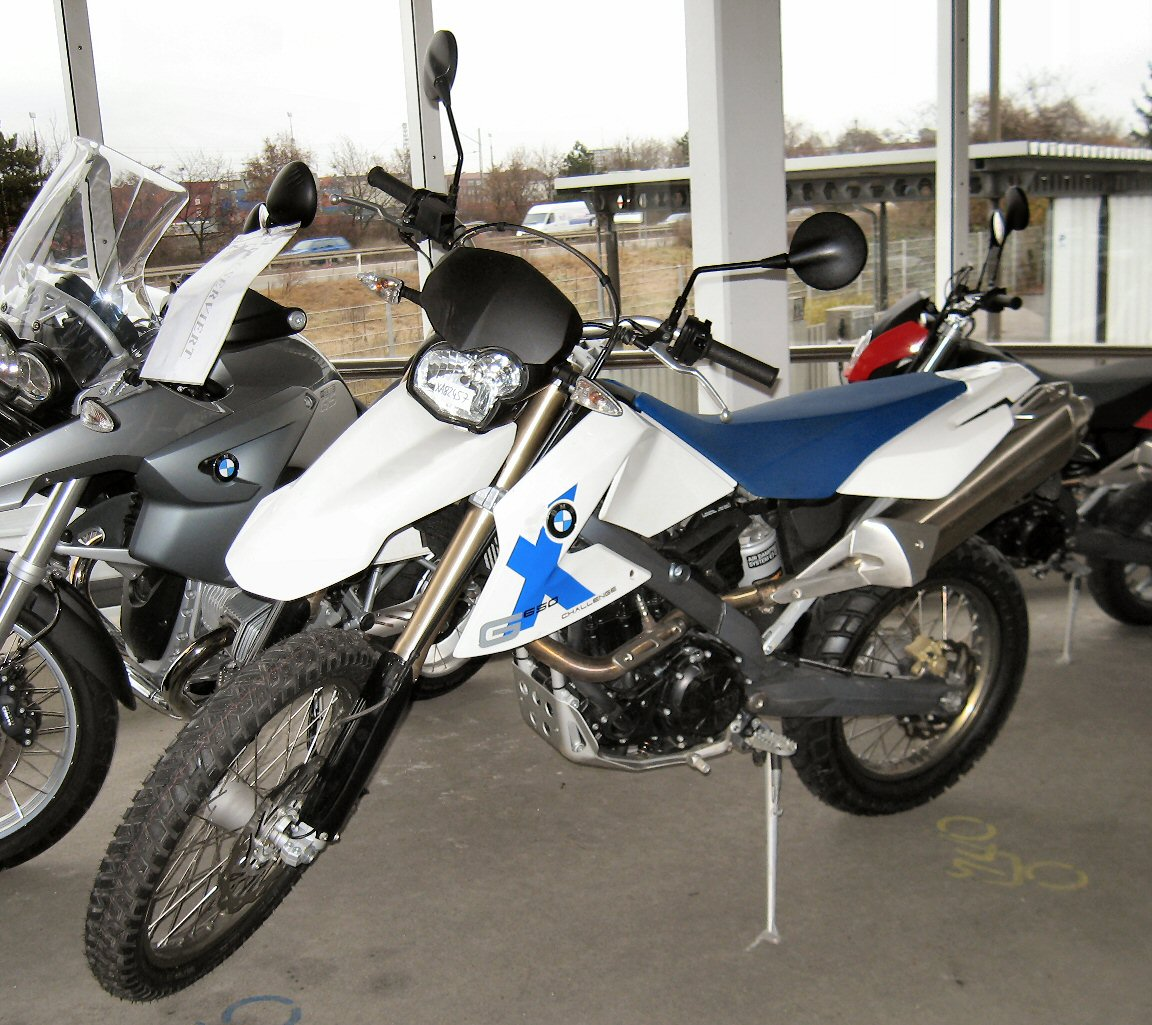
G 650 XChallenge

La gamma è composta da tre modelli diversi: Xchallenge (versione enduro), Xmoto (versione motard) e Xcountry (versione scrambler). Presentata all'Intermot di Colonia nel 2006, la 650 X è stata sviluppata da BMW insieme ad Aprilia, con quest'ultima che si occupava dell'assemblaggio finale nello stabilimento di Scorzè.

## Descrizione
Il propulsore è un monocilindrico in linea da 652 cm³ a 4 tempi con distribuzione a quattro valvole con due alberi a camme in testa comandati da catena, sistema di lubrificazione a carter secco e raffreddamento ad acqua. Con alesaggio di 100 mm e corsa di 83 mm e con un rapporto di compressione di 11,5:1, eroga una potenza di 53 CV. L'alimentazione avviene attraverso un sistema ad iniezione elettronica indiretta nel collettore di aspirazione. Inoltre è presente un catalizzatore a tre vie per i gas di scarico. Il propulsore è stato progettato dalla BMW Motorrad in Germania e veniva prodotto dalla Rotax in Austria. Il motore viene gestito da un cambio a cinque rapporti ad innesti frontali.

Il serbatoio del carburante ha una capacità di 9,51 litri. 
Il telaio è costruito in acciaio con le parti laterali e quella posteriore in alluminio. Al posteriore è presente un forcellone a due bracci in alluminio, mentre all'anteriore c'è una forcella telescopica a steli rovesciati con diametro dello stelo di 45 mm. I freno sono a disco, con pinza a due pistoncini sia l'anteriore che al posteriore.

## Versioni

### G 650 Xmoto
La Xmoto è la versione supermotard, che si caratterizza per le sospensioni con una maggior escursione e pneumatici sportivi a basso profilo montati su cerchi in lega leggera da 17" con freni anteriori a disco freno da 320 mm. Sono stati costruiti un totale di 2692 Xmoto, di cui 768 vendute in Germania.

### G 650 Xcountry
La Xcountry è la versione scrambler, dotata di ruote a raggi da 19" all'anteriore e da 17" al posteriore. Sono state realizzate un totale di 6462 Xcountry  d cui, di cui 4529 vendute in Germania.

### G 650 Xchallenge
La Xchallenge è la versione enduro. Ha un parafango anteriore e una protezione per il motore. Grazie alle ruote a raggi da 21" (anteriore) e 18" (posteriore), la Xchallenge può essere equipaggiata con pneumatici tassellati. Viene dotata di una forcella a steli rovesciati regolabile in compressione ed estensione simile a quella della HP2 Enduro, con escursione di 270 mm. Il portatarga con gli indicatori di direzione può essere rimosso in caso di utilizzo in fuoristrada. Sono state costruite complessivamente 3899 Xchallenge e 889 di queste vendute in Germania.